# Anaciaeschna montivagans
Anaciaeschna montivagans är en trollsländeart som beskrevs av Maurits Anne Lieftinck 1932. Anaciaeschna montivagans ingår i släktet Anaciaeschna och familjen mosaiktrollsländor. Inga underarter finns listade i Catalogue of Life.